# El Abra
El Abra je ime za obsežno arheološko najdišče v istoimenski dolini. El Abra leži na vzhodu občine Zipaquirá, ki se razteza do najbolj zahodnega dela Tocancipá v departmaju Cundinamarca v Kolumbiji. Nekaj sto metrov dolga serija kamnitih zaklonišč je na severu savane Bogotá na Altiplano Cundiboyacense, vzhodnih območjih kolumbijskih Andov na nadmorski višini 2570 metrov. Skalno zavetišče in jamski sistem je eden prvih dokazov o človeški naselbini v Ameriki, datiran v 12.400 ± 160 let pred našim štetjem. Najdišče so uporabljali lovci nabiralci poznega pleistocena.

## Etimologija
Ime El Abra je prevzeto od velike haciende s tem imenom ob vznožju zahodnega dela skalne formacije. Dostopna je vzhodna stran izbočenih peščenjakov. V teh Rocas de Sevilla so organizirane plezalne dejavnosti.

## Stratigrafija
Prve raziskave v kraju so bile izvedene leta 1967, stratigrafija litskih predmetov, kosti in rastlinskega oglja z radiokarbonsko datacijo pa je določila datum naselitve 12.400 ± 160 let pred našim štetjem.

## Arheološke raziskave
V poznih 1960-ih je univerza Indiana sodelovala pri globlji raziskavi. Leta 1970 je nizozemska fundacija za napredek tropskih raziskav (NWO-WOTRO) odkrila štiri nova predkeramična najdišča. Analiza jezerskih sedimentov je omogočila natančnejše razumevanje paleoklime in flore.

### Faza Fúquene
Faza Fúquene, poimenovana po jezeru Fúquene, blizu vasi z istim imenom, je opredeljena od 15.000 do 12.500 pred sedanjostjo. Zanjo je značilno hladno podnebje, rastlinstvo, značilno za ekosisteme paramo, in kamnita orodja.

### Medfaza Guantivá
Pred približno 12.500 leti je postopno dvigovanje temperature omogočilo vrnitev andskega oblačnega gozda in naselitev številnih živalskih vrst, kar je olajšalo lov. Artefakti tega obdobja se imenujejo abriense: kremenova orodja in sekire. Ker je bilo podnebje bolj ugodno, so jamski sistem postopoma opustili.

### Tibitó faza
Izkopavanja tega obdobja v bližini Tocancipá pri Tibitóju, datirana na 11.400 let pred našim štetjem, kažejo kamnite instrumente, kostna orodja in ostanke pleistocenske megafavne, kot so mastodoni (Notiomastodon in Cuvieronius), ameriški konj (Equusle amerhipuus lasallei) in belorepi jelen (Odocoileus virginianus) s sledovi obrednih ceremonij.

### El Abra faza
Za 11.000 let pred našim štetjem je značilno novo ohlajanje podnebja, umik gozdov in zadnje obdobje daljših poledenitev. Iz tega obdobja arheološko najdišče Tequendama v Soachi prikazuje kamnita orodja (Tequendamenses orodja) z bolj gladko izdelavo, od katerih jih je veliko narejenih iz materialov, pripeljanih v ta kraj iz doline reke Magdalene, kot je kvarc. V Tequendami so odkrili dokaze za udomačitev morskih prašičkov.

### Holocen
Približno 10.000 let pred našim štetjem se je končala zadnja poledenitev in ponovno so se pojavili andski gozdovi. Kamnita orodja kažejo porast dejavnosti, pri čemer se uživajo glodalci in zelenjava, manj pa se lovijo velike živali. Jame El Abra so postopoma zapuščali, medtem ko so bila druga bližnja skalna zavetišča, kot je Nemocón in naselja na prostem, kot je Checua, naseljena.

### Aguazuque
V Aguazuqueju, okoli 5000 pred sedanjostjo, je bilo vzpostavljeno kmetijstvo na dvignjenih terasah, v povezavi s potujočimi navadami je mogoče opazovati brusilna kamnita orodja. Orodja tipa abriense izginejo.

## Turizem
Medtem ko je dostop do zahodnega dela skale Zipaquirá omejen, saj je na zasebnih zemljiščih, je vzhodno območje v Tocancipá dostopno in je bilo zgrajenih okoli 20 plezalnih smeri. Plezanje je primerljivo, vendar zahtevnejše od znamenitih smeri Suesca, zaradi previsnega značaja formacije.

## Galerija
- Hacienda El Abra
- Skalne formacije El Abra
- Plezališče El Abra